# Barombi Mbo
Der Barombi Mbo (früher auch Elefantensee) ist ein Kratersee in der Region Sud-Ouest Kameruns.

## Lage
Er wurde schon 1912 vom deutschen Geografen Kurt Hassert vermessen. Mit einem Durchmesser von 2,5 km ist der fast runde See der größte der Kraterseen Westkameruns. Er liegt auf ca. 280 Meter über dem Meeresspiegel zwischen den Rumpi- und den Bakossi-Bergen, etwa 2,5 Kilometer nordwestlich von Kumba entfernt. Er befindet sich in einen erloschenen Schichtvulkan. Die Innenseite des Kraterwalls sind fast senkrecht und reichen 90 m tief herab. Seine Maximale Tiefe beträgt 111 Meter.
Der See wird nur durch Regenwasser gespeist und hat einen Abfluss am Südende, der in das Mungo-Flusssystem führt. Am Abfluss wurde ein kleiner Staudamm errichtet, so dass die früher typischen Wasserstandsschwankungen von etwa einem Meter heute fehlen. Seine Ufer sind bewaldet. Es gibt felsige und sandige Bereiche sowie Stellen, die von Falllaubansammlungen und in das Wasser gestürzten Bäumen geprägt sind. Bis in eine Tiefe von vier Metern ist der See mit Wasserpflanzen bewachsen. Unterhalb von 40 Metern ist der See sauerstofffrei. Die Sicht unter Wasser ist sehr gut und beträgt ungefähr zehn Meter.
Er ist nicht mit dem 25 km südwestlich gelegenen Barombi Koto zu verwechseln, der in den Meme River entwässert.

## Ökologie und Nutzung
Die Wasserqualität gilt als sehr gut und hat mit einer geringfügigen Aufbereitung bereits Trinkwasserqualität. Die städtische Wasserversorgung von Kumba wird von dem See gespeist.
Der See liegt im Siedlungsgebiet des Volkes der Oroko. Am Westufer des Sees liegt nur ein kleines Dorf, da die Gewässer des Sees als verhext gelten. Der See wird nur von den Bewohnern des nahe gelegenen Barombi-Dorfes zum Fischfang genutzt. Überfischung, das Abholzen der Ufer und der Eintrag von Chemikalien aus der Landwirtschaft gefährden Flora und Fauna des Sees.

### Fauna

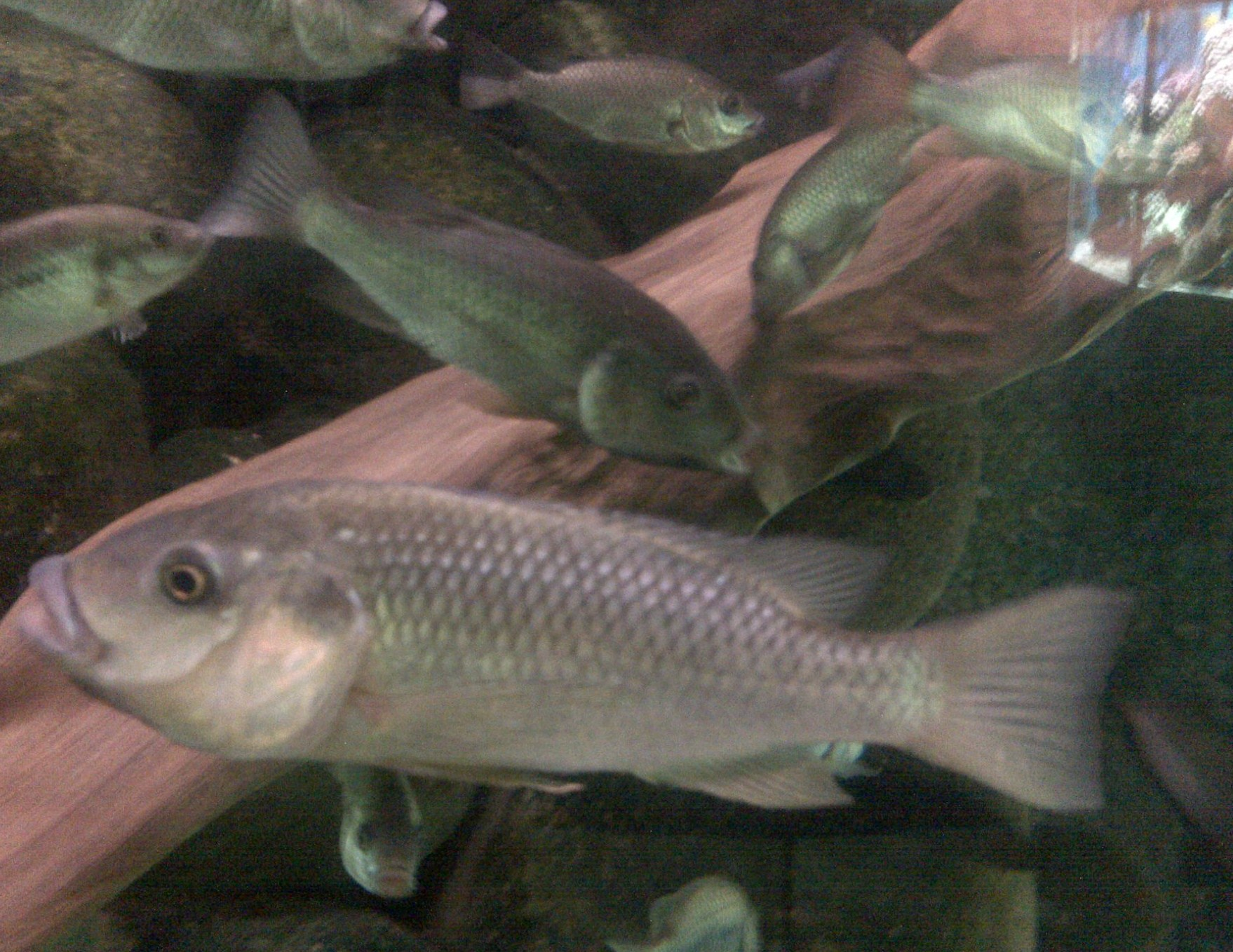
Der Buntbarsch Sarotherodon linnellii kommt nur im Barombi Mbo vor.

Im See leben insgesamt 15 Fischarten, Krebse der Gattungen Caridina, Macrobrachium und Potamon sowie Schwämme der Gattung Corvospongilla.
Von den Fischen sind elf Arten Buntbarsche. Alle sind endemisch, das heißt, sie leben nur hier. Drei Buntbarscharten gehören zur Gattung Sarotherodon, darunter der Phytoplankton-Filtrierer Sarotherodon linnellii sowie Sarotherodon lohbergeri, der vor allem Fadenalgen frisst, sowie Kieselalgen, Wurzelfüßer, Rädertierchen und Detritus, die er mit den Algen aufnimmt und Sarotherodon steinbachi, der Sand durchkaut. Die übrigen gehören zu den auf unterschiedliche Lebensräume und Ernährungsweisen spezialisierten, endemischen Gattungen Myaka (Planktonfresser), Konia (mückenlarvenfressender Tiefwasserbewohner), Pungu (schwammfressender Flachwasserbewohner) und Stomatepia (Raubfische). Alle Buntbarscharten sind Maulbrüter. Wahrscheinlich sind sie durch Sympatrische Artbildung aus einer oder nur wenigen Vorgängerarten entstanden. Die Tilapie Sarotherodon galilaeus kommt in den umliegenden Flusssystemen weit verbreitet vor und ist eine mögliche Vorgängerart.
Neben den Buntbarschen beheimatet der See zwei Raubwelsarten (Clarias), die Barbe Labeobarbus batesii und einen Prachtkärpfling (Aphyosemion oeseri).

## Geschichte

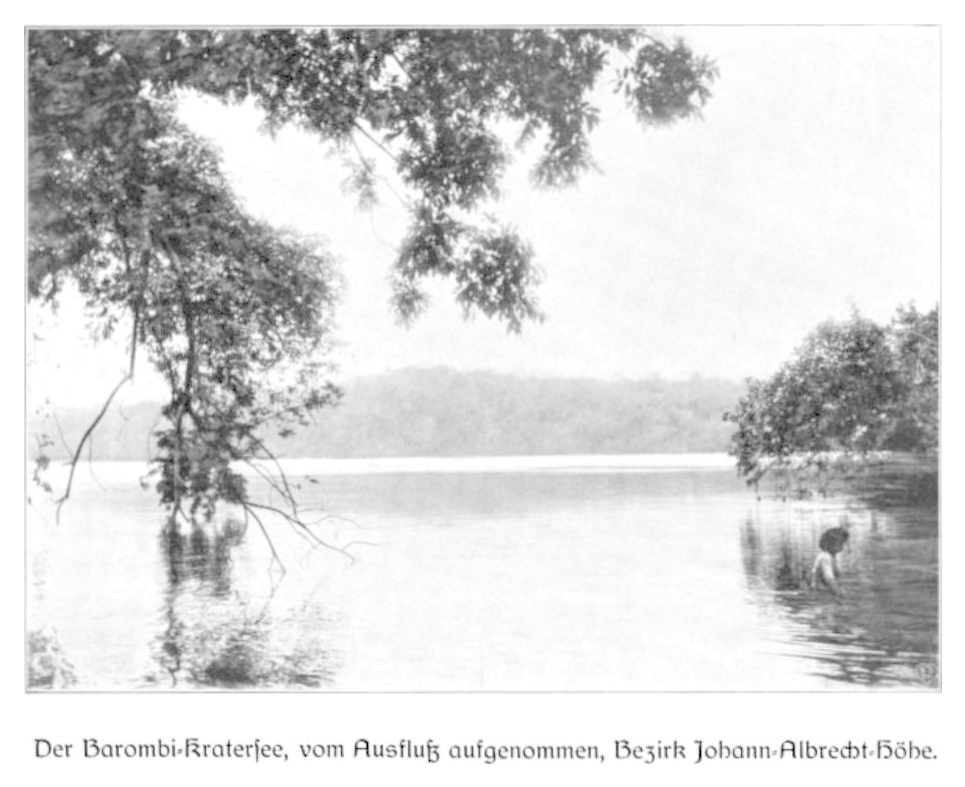
der Barombi-Kratersee (Foto vor 1904)

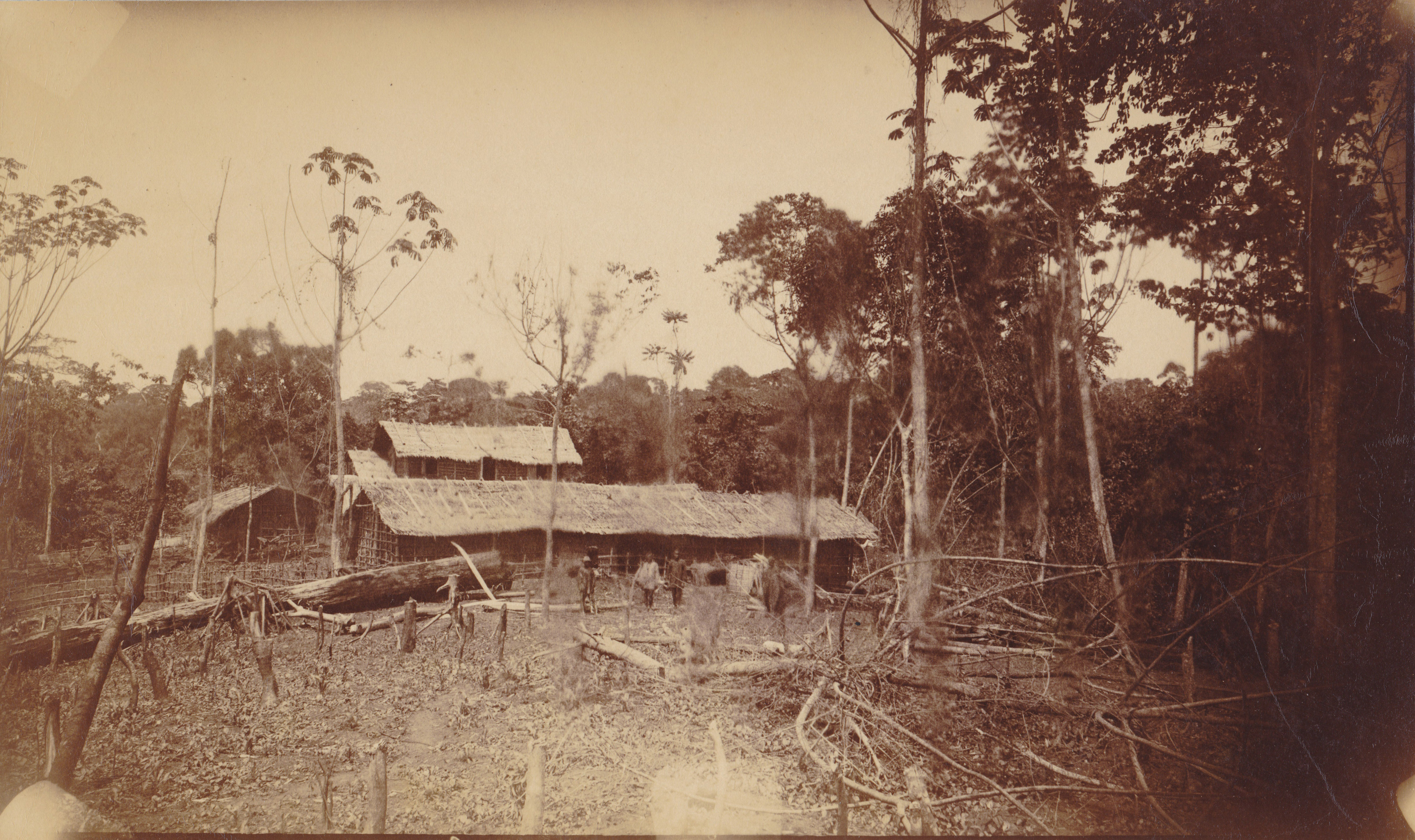
Bau der Barombistation am Elefantensee um 1888

Als erster Europäer erreichte der polnische  Geologe Clemens Toraczek Anfang der 1880er Jahre den See. Zuvor war bereits Stefan Szolc-Rogoziński bis in die Nähe vorgedrungen.
Zu Zeiten der deutschen Kolonie Kamerun wurde der Barombi Mbo auch Elefantensee genannt. Damals waren am Seeufer noch häufig Elefanten anzutreffen, die aber bereits kurz nach 1900 seltener wurden. 1888 gründeten die deutschen Forscher und Kolonialisten Eugen Zintgraff und Karl Zeuner am Südostufer des Sees Sees die Barombistation. Von hier aus wurden Expeditionen ins Hinterland Kameruns entsandt. Nachdem die Station für einige Jahre geschlossen war, wurde sie 1895, unter dem Namen Johann-Albrechts-Höhe, benannt nach dem Präsidenten der Deutschen Kolonialgesellschaft Johann Albrecht von Mecklenburg wieder in Betrieb genommen.
Von dem deutschen Autor Eginhard von Barfus stammt der 1896 erschienene Jugendroman Am Elefantensee, in dem der See im Mittelpunkt einer Abenteuergeschichte steht.